# Adrar des Ifoghas
Adrar des Ifoghas és un massís muntanyós del Sàhara del sud entre els 18 i els 21 graus nord i els 0,3 i 3 est, a la regió de Kidal. És una prolongació de l'Ahaggar, i com aquest, està format per roques cristal·lines precambrianes.
Hi viuen els tuareg, entre els quals les tribus nobles de la regió, els ifoghas, que fins fa uns anys encara es consideraven independents. El nom de la tribu s'ha donat a totes les tribus de l'Adrar i rodalia. En tota la regió de Kidal hi vivien 14.574 nòmades el 1949, que pasturaven prop del massís i venien els productes a Tidikelt i a Touat. El principal centre administratiu és la ciutat de Kidal (683 habitants el 1949).